# Byłe wschodnie tereny Rzeszy Niemieckiej

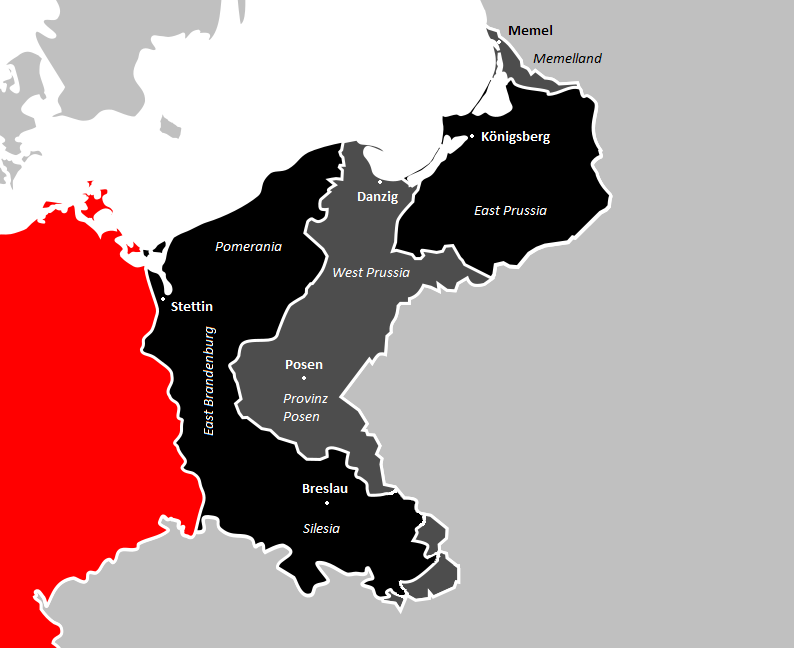
Byłe tereny wschodnie Rzeszy Niemieckiej

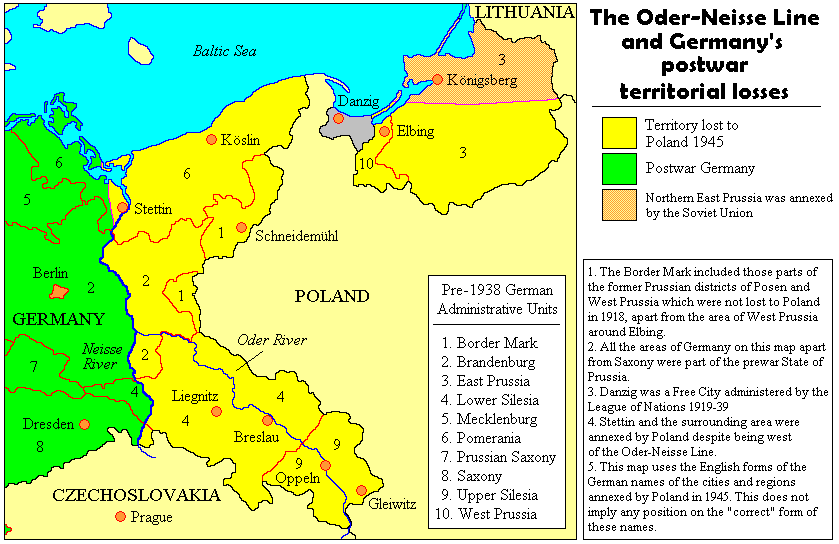
Wschodnie tereny Rzeszy Niemieckiej w 1938 roku, na żółto Ziemie Odzyskane, na pomarańczowo Obwód królewiecki

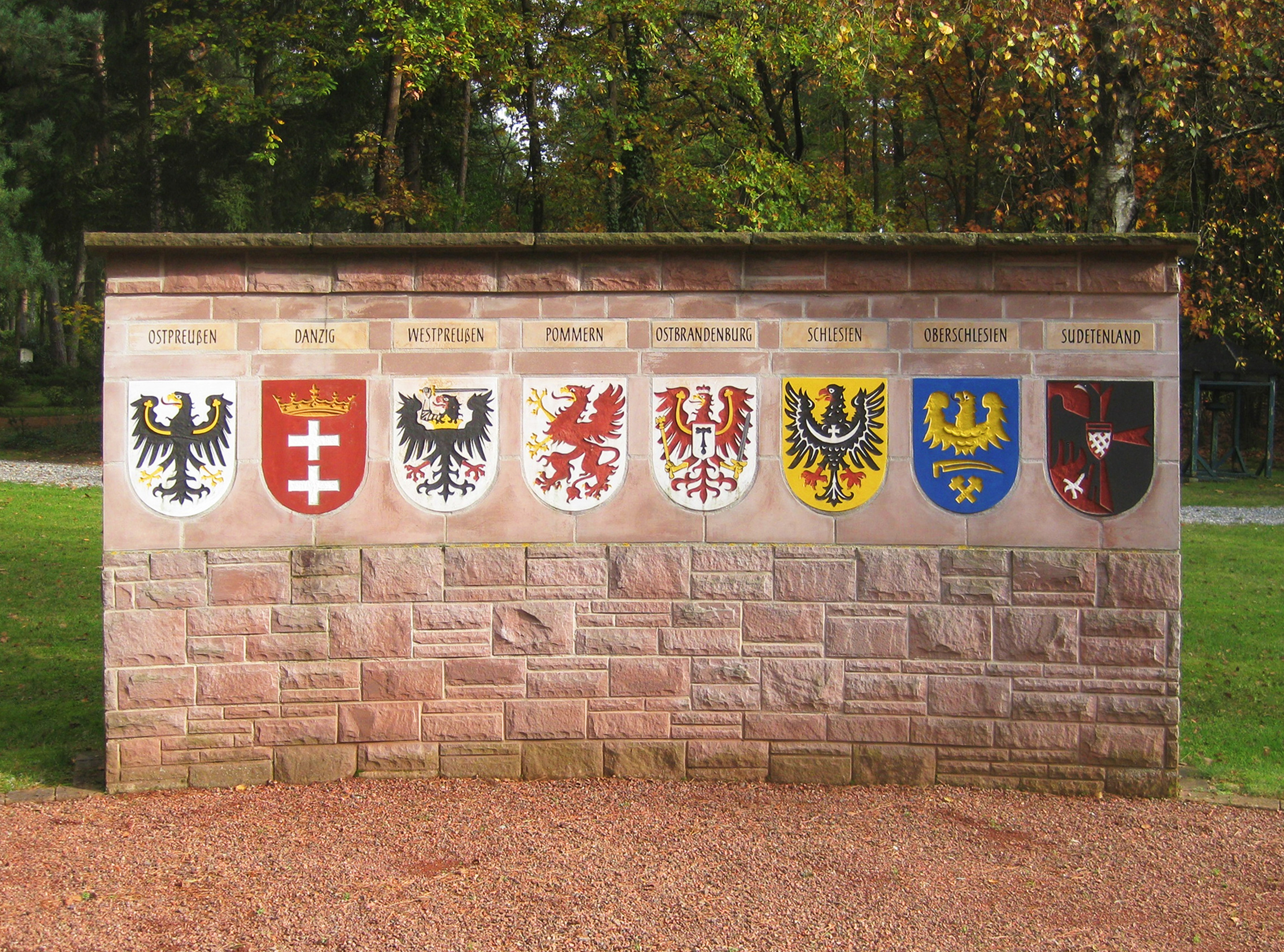
Herby utraconych ziem na cmentarzu w Bielefeld: Prusy Wschodnie, Gdańsk, Prusy Zachodnie, Pomorze, Brandenburgia Wschodnia, Dolny Śląsk, Górny Śląsk i Kraj Sudetów

Byłe tereny wschodnie Rzeszy Niemieckiej (niem. Ostgebiete des Deutschen Reiches) – określenie terenów położonych na wschód od granicy na Odrze i Nysie, które przed 31 grudnia 1937 należały do III Rzeszy, a po zakończeniu II wojny światowej w 1945 stały się częścią Polski i ZSRR (obecnie Rosji).
W Polsce obszary te zostały określone po wojnie jako Ziemie Odzyskane (niem. Wiedergewonnene Gebiete), a także jako „Ziemie Zachodnie i Północne”.
Do byłych niemieckich terenów wschodnich zaliczane są czasami także tereny, które Niemcy utraciły po I wojnie światowej na mocy postanowień traktatu wersalskiego. Chodzi tutaj o tereny Prowincji Poznańskiej i Prus Zachodnich, które aż do politycznego podziału w XVIII wieku należały do Polski albo jej podlegały, razem z odseparowanym Wolnym Miastem Gdańskiem oraz z częścią Górnego Śląska, a także o okręg Kłajpedy, przyłączony do Litwy.